# Wolfgang Kasack
Wolfgang Kasack (* 20. Januar 1927 in Potsdam; † 10. Januar 2003 in Much bei Köln) war ein deutscher Slawist, Literaturwissenschaftler und Übersetzer sowie Lehrstuhlinhaber.

## Leben
Wolfgang Kasack, als Sohn des Schriftstellers Hermann Kasack 1927 und der Maria Kasack, geborene Fellenberg, in Potsdam geboren, geriet als gerade 18-Jähriger – er war Fronthelfer in der Nähe Berlins – eine Woche vor der deutschen Kapitulation in sowjetische Gefangenschaft. Er wurde ins Lager für deutsche Kriegsgefangene an der Wolga verschleppt, wo ihn ein sowjetischer Offizier in die Liste der Deutschen aufnahm, die in die Heimat zurückkehren durften. In der Gefangenschaft machte Kasack Bekanntschaft mit der russischen Sprache und Kultur. Im November 1946 kehrte er nach Deutschland zurück. 1947 bis 1951 folgte das Studium in Heidelberg, das er als Diplomdolmetscher für Russisch abschloss. Von 1951 bis 1953 studierte er Slawistik und Osteuropäische Geschichte in Göttingen, wo er 1953 zum Dr. phil. promoviert wurde.
1953/54 hatte er eine Anstellung bei der Arbeitsgemeinschaft für Osteuropaforschung in Tübingen. Im Jahr 1955 war er Dolmetscher in der Delegation Konrad Adenauers beim Staatsbesuch in der Sowjetunion, 1956 bis 1960 Chefdolmetscher an der nach diesem Staatsbesuch neu errichteten Botschaft der Bundesrepublik Deutschland in Moskau. Danach arbeitete er weiterhin im Auftrag des Auswärtigen Amtes. 1960 fasste er das zweite Kulturabkommen zwischen der Bundesrepublik und der Sowjetunion ab und organisierte für die Deutsche Forschungsgemeinschaft in Bonn, für die er von 1960 bis 1969 tätig war, den ersten Austausch von Wissenschaftlern und Studierenden zwischen den beiden Ländern, woraufhin er bis 1968 jährlich zu Verhandlungen in Moskau war. Außerdem organisierte er ab 1960 im Auftrag des Auswärtigen Amtes Ausstellungen in Moskau. 1968 wurde er mit einem Einreiseverbot in die Sowjetunion belegt.
Im Jahr 1968 habilitierte sich Kasack an der Universität zu Köln in Slawischer Philologie, wo er im folgenden Jahr zum ordentlichen Professor für Slavische Philologie berufen wurde und (auch nach seiner Emeritierung 1992) bis zu seinem Tod lehrte. Im Laufe seiner Berufstätigkeit an der Universität zu Köln fungierte er auch als Direktor des Slavischen Instituts, Leiter des Akademischen Auslandsamts und Dekan der Philosophischen Fakultät (1974/75) sowie auch über die Emeritierung hinaus noch als Senatsbeauftragter für den Austausch mit dem Maxim-Gorki-Literaturinstitut in Moskau. 1983 hatte er eine Gastprofessur an der Cornell University inne.
Von 1974 bis 1979 war Kasack Vorsitzender des Verbands der Hochschullehrer für Slavistik (heute: Deutscher Slavistenverband), von 1976 bis 1991 außerdem im Vorstand der Deutschen Gesellschaft für Osteuropakunde, in der er die Sektionen Literatur/Sprache und Religionswissenschaften aufbaute.
1953 heiratete er Waltraud Schleuning. Nach deren Tod 1976 ehelichte er 1978 Friederike Langmann . Aus erster Ehe hatte er drei Kinder (Michael, Andreas und Sebastian Kasack), aus zweiter Ehe zwei (Christiane und Daniel Kasack). Er wohnte in Much, wo er seit 1992 auch als Organist der Evangelischen Kirche Dienst tat und am 10. Januar 2003 starb.
Im Laufe seines Lebens publizierte Kasack einige hundert Positionen, darunter zahlreiche Übersetzungen. Eines seiner Hauptwerke ist das mehrmals aufgelegte und in zahlreiche Sprachen übersetzte Lexikon der russischen Literatur des 20. Jahrhunderts, ein Nachschlagewerk mit 857 Beiträgen über Schriftsteller, Literaturzeitschriften und -organisationen, das sich besonders dadurch auszeichnet, dass es viele russische Schriftsteller enthält, die in der Sowjetunion totgeschwiegen wurden. Von den 1990er Jahren an wandte er sich auch religiösen Themen zu und forschte unter anderem über die Russisch-Orthodoxe Kirche.
Ein Teil von Wolfgang Kasacks Nachlass befindet sich im Archiv der Forschungsstelle Osteuropa an der Universität Bremen.

## Auszeichnungen und Preise
- 1981 Johann-Heinrich-Voß-Preis für Übersetzung der Deutschen Akademie für Sprache und Dichtung, Darmstadt
- 1991 Alexei-Krutschonych-Preis, Cherson, für das Lexikon der russischen Literatur des 20. Jahrhunderts
- 1992 Alexander-S.-Puschkin-Medaille des Internationalen Verbands der Lehrer der russischen Sprache und Literatur (MAPRJaL), verliehen durch den russischen Botschafter in Bonn
- 1994 Kulturpreis der 
Deutsch-russländischen Gesellschaft, Bad Homburg vor der Höhe
- Ehrendoktor des Maxim-Gorki-Literaturinstituts, Moskau
- 1997 Aleksandr-Men-Preis, Stuttgart

## Veröffentlichungen (Auswahl)
- Lexikon der russischen Literatur ab 1917 (= Kröners Taschenausgabe. Band 451). Kröner, Stuttgart 1976, ISBN 3-520-45101-8; 2. Auflage unter dem Titel Lexikon der russischen Literatur des 20. Jahrhunderts. Sagner, München 1992, ISBN 3-87690-459-5; Ergänzungsband Bibliographische und biographische Ergänzungen. Sagner, München 2000, ISBN 3-87690-761-6.
- Die russische Literatur 1945–1982. 1983.
- Russische Weihnachten: ein literarisches Lesebuch. Herder, Freiburg im Breisgau / Basel / Wien 2000, ISBN 3-451-05075-7.
- Christus in der russischen Literatur: ein Gang durch ihre Geschichte von den Anfängen bis zum Ende des 20. Jahrhunderts. Verl. Urachhaus, Stuttgart 2000, ISBN 3-8251-7250-3.
- Der Tod in der russischen Literatur: Aufsätze und Materialien aus dem Nachlass. Herausgegeben von Frank Göbler. Sagner, München 2005, ISBN 3-87690-907-4.
- Leben und Werk von Hermann Kasack. Ein Brevier. Frankfurt am Main 1966.
- Russische Literatur des 20. Jahrhunderts in deutscher Sprache 1976-1983. Band 1. München 1985; Band 2: 1984–1990, München 1992.
- Deutsche Literatur des 20. Jahrhunderts in russischen Übersetzungen. Mainz 1991.
- Russische Autoren in Einzelporträts. Stuttgart 1994.
- Die russische Schriftsteller-Emigration im 20. Jahrhundert. 1996.
- Russische Literaturgeschichten und Lexika der russischen Literatur. Überblick – Einführung – Wegführer. Konstanz 1997.
- Dostojewski. Leben und Werk. [Brevier], Frankfurt am Main 1998.
- Der Stil Konstantin Georgievic Paustovskijs. 1971.
- weitere Monographien über Nikolai Gogol (1957) und Wladimir Lindenberg (1987)
- Die Technik der Personendarstellung bei Nikolaj Vasilevič Gogol. Harrassowitz, Wiesbaden 1957. DNB 480675783. Zugleich Dissertation Universität Göttingen, Philosophische Fakultät, 6. Dezember 1957.

als Herausgeber
- Mandat von Nikolai Erdman (1976),
- Rublenaja proza von Jan Satunowski (1994),
- Russische Literatur des 20. Jahrhunderts von Vsevolod Setschkareff (1999) u. a.
- Sonderband Hauptwerke der russischen Literatur, zu: Kindlers Neuem Literatur-Lexikon, herausgegeben von Wolfgang Kasack, Kindler, München 1997, ISBN 3-463-40312-9.
- Die geistlichen Grundlagen der Ikone, Sagner, München 1989, ISBN 3-87690-373-4
- Kirchen und Gläubige im postsowjetischen Osteuropa, Sagner, München 1996, ISBN 3-87690-601-6

Übersetzung
zahlreicher literarischer Werke aus dem Russischen ins Deutsche:
- W. Afonin
- N. Baranskaja
- F. Dostojewski
- N. Gogol
- W. Kawerin,
- A. Kim
- Semjon Israilewitsch Lipkin
- K. Paustowski
- W. Rosow
- S. Sokolov
- A. Solschenizyn
- W. Schukschin
- W. Tendrjakow
- Jewgeni Samoilowitsch Ternowski
- L. Tolstoi